# August Diehl
August Diehl (Berlín Occidental, 4 de enero de 1976) es un actor alemán, principalmente conocido por sus roles en películas como Inglourious Basterds, Agente Salt, Los falsificadores y A Hidden Life.

## Vida personal
Diehl nació en Berlín Occidental. Su padre es el actor alemán Hans Diehl, su madre una diseñadora de vestuario, y su hermano Jakob Diehl es actor y compositor. 
Su familia se mudó frecuentemente mientras él crecía: los Diehls vivieron en Hamburgo, Viena, Düsseldorf, Baviera y Francia. Creciendo en una familia de artistas, a la edad de 18, interpretó a Franz Mohr en una producción de teatro escolar de Die Räuber por Friedrich Schiller. Después de pasar los exámenes Abitur, Diehl estudió actuación en el renombrado Hochschule für Schauspielkunst Ernst Busch en Berlín. Diehl se ha destacado en la interpretación de roles de personajes inquisitivos, sagaces e inteligentes.
En 2006, la revista Gala lo nombró "el actor alemán más importante de hoy".
Diehl estuvo casado con la actriz Julia Malik desde 1999 hasta 2016. Tienen dos hijos: una hija nacida en 2009 y un hijo nacido en 2012.
Diehl toca la guitarra y habla alemán, español, francés, e inglés.

## Filmografía

### Cine
| Año   | Título                                                          | Papel                     | Notas                  |
| ----- | --------------------------------------------------------------- | ------------------------- | ---------------------- |
| 2025- | Control                                                         |                           |                        |
| 2025- | Cover                                                           | Raphael Leblanc           |                        |
| 2025- | The Noise of Time                                               | Shostakovich              |                        |
| 2025- | Disappearance                                                   | Josef Mengele             |                        |
| 2025- | The Ice Tower (La Tour de glace)                                |                           |                        |
| 2024  | The Distant Near                                                | Otto Peltzer              |                        |
| 2024  | Bonhoeffer                                                      | Martin Niemöller          |                        |
| 2023  | Master & Margarita                                              | Woland                    |                        |
| 2023  | Sidonie in Japan                                                | Antoine Perceval          |                        |
| 2022  | The Perfumier (Der Parfumeur)                                   |                           |                        |
| 2022  | Der Räuber Hotzenplotz                                          | Petrosilious Zwackelmann  |                        |
| 2022  | Sauerdogs                                                       | Hans                      | Cortometraje           |
| 2021  | The King's Man                                                  | Vladímir Lenin            |                        |
| 2021  | Múnich en vísperas de una guerra                                | Franz Sauer               |                        |
| 2021  | Plan A                                                          | Max                       |                        |
| 2019  | The Last Vermeer                                                | Alex De Klerks            |                        |
| 2019  | A Hidden Life                                                   | Franz Jägerstätter        |                        |
| 2019  | The Birdcatcher                                                 | Herman                    |                        |
| 2018  | El emperador de París                                           | Nathanaël                 |                        |
| 2018  | Atrapados: una historia verdadera                               | Anton Markov              |                        |
| 2017  | Midnight confession                                             | Kurt                      | Cortometraje           |
| 2017  | El joven Karl Marx                                              | Karl Marx                 |                        |
| 2016  | Aliados                                                         | Hobar                     |                        |
| 2016  | Diamant noir                                                    | Gabi Ulmann               |                        |
| 2015  | Mayo de 1940                                                    | Hans                      |                        |
| 2015  | The Disappearing Illusionist                                    | Dirk Okm                  |                        |
| 2013  | Frau Ella                                                       | Klaus                     |                        |
| 2013  | The Husband                                                     | Karl 'Rusty' Rost         |                        |
| 2013  | Tren de noche a Lisboa                                          | joven Jorge O'Kelly       |                        |
| 2013  | Not more than an agreement                                      | Hombre en el auto         | Cortometraje           |
| 2013  | Layla Fourie                                                    | Eugene Pienaar            |                        |
| 2012  | Las aventuras de Huckleberry Finn (Die Abenteuer des Huck Finn) | Finn adulto               |                        |
| 2012  | Costa Esperanza (Wir wollten aufs Meer)                         |                           |                        |
| 2012  | Confession of a Child of the Century                            | DEsgenais                 |                        |
| 2011  | Si no nosotros, ¿quién?                                         | Bernward Vesper           |                        |
| 2010  | The Coming Days                                                 | Konstantin Richter        |                        |
| 2010  | Agente Salt                                                     | Mike Krause               |                        |
| 2009  | Malditos bastardos                                              | Major Hellstrom           |                        |
| 2008  | Los Buddenbrook                                                 | Christian Buddenbrook     |                        |
| 2008  | Anónima - Una mujer en Berlín                                   | Gerd                      |                        |
| 2008  | Mr. Kuka's Advice                                               | Lothar                    |                        |
| 2008  | Dr. Alemán                                                      | Marc                      |                        |
| 2007  | Head Under Water                                                | Martin Wegner             |                        |
| 2007  | Los falsificadores                                              | Adolf Burger              |                        |
| 2007  | Lichtblick                                                      | Perpetrador               | Cortometraje           |
| 2006  | Nothing But Ghosts                                              | Felix                     |                        |
| 2006  | Ich bin die Andere                                              | Robert Fabry              |                        |
| 2006  | Slumming                                                        | Sebastian                 |                        |
| 2005  | Mouth to Mouth                                                  | Tiger                     |                        |
| 2004  | El noveno día                                                   | Untersturmführer Gebhardt |                        |
| 2004  | Love in Thoughts (Was nützt die Liebe in Gedanken)              | Günther Scheller          |                        |
| 2003  | The Birch-Tree Meadow                                           | Oskar                     |                        |
| 2003  | Distant Lights                                                  | Philip                    |                        |
| 2003  | Anatomy 2                                                       | Benjamin 'Benny' Sachs    |                        |
| 2002  | Haider lebt - 1. April 2021                                     | A.M. Kaiser               |                        |
| 2001  | Amar al límite                                                  | Jeff                      |                        |
| 2000  | Kalt ist der Abendhauch                                         | Hugo Wimmer (joven)       |                        |
| 2000  | Der Atemkünstler                                                |                           | Crédito de coguionista |
| 1999  | Die Braut                                                       | Fritz von Stein           |                        |
| 1998  | 23                                                              | Karl Koch                 |                        |

### Televisión
| Año  | Título                 | Papel                | Notes                  |
| ---- | ---------------------- | -------------------- | ---------------------- |
| 2005 | Feuer in der Nacht     | Lukas Stein          | Película de TV         |
| 2005 | Intrigue and Love [de] | Ferdinand von Walter | Película de TV         |
| 2016 | Close to the Enemy     | Dieter Koehler       | Miniserie; 7 episodios |
| 2018 | El perfume             | Moritz de Vries      | Miniserie; 6 episodios |
| 2019 | Bauhaus, una nueva era | Walter Gropius       | Serie.                 |
| 2021 | Furia                  | Jan Kremfeld         | Serie; 3 episodios.    |
| 2022 | Documentary Now!       | Dieter Daimler       | Serie; 2 episodios.    |
| 2023 | Pagan Peak             | Stefan Polt          | Serie; 2 episodios.    |

### Teatro
| Año       | Título                        | Papel             | Lugar                          |
| --------- | ----------------------------- | ----------------- | ------------------------------ |
| 1998      | Don Carlos                    |                   | Maxim Gorki Theater            |
| 1998–1999 | Cleansed                      | Robin             | Hamburg Kammerspiele           |
| 1999      | Life Is a Dream               |                   | Theater Dortmund               |
| 2000      | The Seagull                   |                   | Burgtheater                    |
| 2001      | Roberto Zucco                 | Roberto Zucco     | Burgtheater                    |
| 2001–2003 | The Jew of Malta              |                   | Burgtheater                    |
| 2003      | Oedipus at Colonus            | Polyneikes        | Burgtheater                    |
| 2003–2005 | Don Carlos                    | Don Carlos        | Deutsches Schauspielhaus       |
| 2006–2007 | Zur schönen Aussicht          |                   | Deutsches Schauspielhaus       |
| 2008–2010 | A Moon for the Misbegotten    | Tyrone            | Théâtre National du Luxembourg |
| 2008–2010 | A Moon for the Misbegotten    | Tyrone            | Ruhrfestspiele                 |
| 2008–2010 | A Moon for the Misbegotten    | Tyrone            | Renaissance Theater            |
| 2009      | Major Barbara                 | Adolphus Cusins   | Schauspielhaus Zürich          |
| 2012–2015 | The Prince of Homburg         |                   | Burgtheater                    |
| 2012–2015 | The Prince of Homburg         | Salzburg Festival |                                |
| 2013–2016 | Hamlet                        | Hamlet            | Burgtheater                    |
| 2013–2017 | Das Geisterhaus               | Esteban Trueba    | Burgtheater                    |
| 2015–2018 | Diese Geschichte von Ihnen    | Baxter            | Burgtheater                    |
| 2018–2019 | Long Day's Journey Into Night | Edmund            | Burgtheater                    |

## Premios
| Año  | Premios                                | Categoría                                             | Título                                             | Resultado |
| ---- | -------------------------------------- | ----------------------------------------------------- | -------------------------------------------------- | --------- |
| 1999 | German Film Awards                     | Best Performance by an Actor in a Leading Role        | 23                                                 | Ganador   |
| 1999 | Bavarian Film Awards                   | Best Young Actor                                      | 23                                                 | Ganador   |
| 1999 | New Faces Awards, Germany              | Acting                                                | 23                                                 | Ganador   |
| 2000 | Berlin International Film Festival     | EFP Shooting Star                                     | -                                                  | Ganador   |
| 2004 | Undine Awards, Austria                 | Best Young Actor - Film                               | Love in Thoughts (Was nützt die Liebe in Gedanken) | Ganador   |
| 2005 | German Film Awards                     | Best Performance by an Actor in a Leading Role        | The Ninth Day                                      | Nominado  |
| 2005 | German Film Critics Association Awards | Best Actor                                            | Love in Thoughts                                   | Ganador   |
| 2005 | Undine Awards, Austria                 | Best Young Actor - Television Movie                   | Feuer in der Nacht                                 | Nominado  |
| 2007 | Bambi Awards                           | Best Actor                                            | Nothing But Ghosts                                 | Nominado  |
| 2009 | San Diego Film Critics Society Awards  | Best Ensemble Performance                             | Inglourious Basterds                               | Ganador   |
| 2009 | Phoenix Film Critics Society Awards    | Best Acting Ensemble                                  | Inglourious Basterds                               | Ganador   |
| 2010 | Screen Actors Guild Awards             | Outstanding Performance by a Cast in a Motion Picture | Inglourious Basterds                               | Ganador   |
| 2010 | Gold Derby Awards                      | Ensemble Cast                                         | Inglourious Basterds                               | Ganador   |
| 2010 | CinEuphoria Awards                     | Best Ensemble - International Competition             | Inglourious Basterds                               | Ganador   |
| 2010 | Central Ohio Film Critics Association  | Best Ensemble                                         | Inglourious Basterds                               | Ganador   |
| 2011 | German Film Awards                     | Best Performance by an Actor in a Leading Role        | If Not Us, Who?                                    | Nominado  |
| 2011 | German Film Critics Association Awards | Best Actor                                            | The Coming Days                                    | Nominado  |
| 2011 | Seville European Film Festival         | Best Actor                                            | If Not Us, Who?                                    | Ganador   |
| 2011 | Hessian TV Award                       | Best Actor                                            | If Not Us, Who?                                    | Nominado  |
| 2012 | Nestroy Theatre Prize                  | Best Actor                                            | The Prince of Homburg                              | Nominado  |
| 2013 | German Screen Actors Awards            | Best Leading Actor                                    | Costa Esperanza (Wir wollten aufs Meer)            | Nominado  |
| 2014 | Jupiter Awards                         | Best German Actor                                     | Frau Ella                                          | Nominado  |
| 2014 | Nestroy Theatre Prize                  | Best Actor                                            | Hamlet                                             | Ganador   |
| 2016 | Nestroy Theatre Prize                  | Best Actor                                            | Diese Geschichte von Ihnen                         | Nominado  |
| 2020 | CinEuphoria Awards                     | Best Actor - International Competition                | A Hidden Life                                      | Nominado  |
| 2020 | Romy Gala, Austria                     | Favorite Actor in a Series                            | Bauhaus: una nueva era                             | Nominado  |
| 2023 | Romy Gala, Austria                     | Favorite Actor                                        | Der Räuber Hotzenplotz                             | Nominado  |
| 2025 | Russian Guild of Film Critics          | Best Supporting Actor                                 | Master & Margarita                                 | Nominado  |